# John Stafford (arcivescovo)
John Stafford (... – 25 maggio 1452) è stato un arcivescovo inglese.

## Biografia
Figlio illegittimo di Sir Humphrey Stafford, studiò all'Università di Oxford. Nel 1419 fu nominato decano di Arches (la corte della provincia ecclesiastica di Canterbury) e arcidiacono di Salisbury, una carica che mantenne fino al 1421; tra il 1423 e il 1424 fu decano di Wells. L'ascesa ecclesiastica fu accompagnata anche da un'ascesa politica sotto il regno di Enrico VI: dal 1421 al 1422 fu Lord custode del sigillo privato, tra il 1422 e il 1426 fu Lord gran tesoriere.
Il 18 dicembre 1424 Martino V lo nominò vescovo di Bath e Wells, una carica che mantenne per diciannove anni fino al 1443. Nel 1432 invece divenne Lord cancelliere, mantenendo la carica fino al 1450. Nel 1443 Eugenio IV lo nominò arcivescovo di Canterbury e fu primate di Inghilterra dal 13 maggio di quell'anno alla morte, avvenuta il 25 maggio 1452.

## Genealogia episcopale e successione apostolica
La genealogia episcopale è:
- Cardinale Vital du Four
- Arcivescovo John de Stratford
- Vescovo William Edington
- Arcivescovo Simon Sudbury
- Vescovo Thomas Brantingham
- Vescovo Robert Braybrooke
- Arcivescovo Roger Walden
- Cardinale Henry Beaufort
- Arcivescovo John Stafford

La successione apostolica è:
- Vescovo Reginald Pecock (1444)
- Vescovo John Stone (1444)
- Vescovo Adam Moleyns (1446)
- Vescovo Walter Le Hert (1446)
- Vescovo William Waynflete (1447)
- Vescovo John de la Bere (1447)
- Vescovo John Stanberry, O. Carm. (1448)
- Vescovo Richard Beauchamp (1449)